# Liste des classes de sous-marins de la Royal Navy
Cet article recense les classes de sous-marins de la Royal Navy.

## Essence-électrique

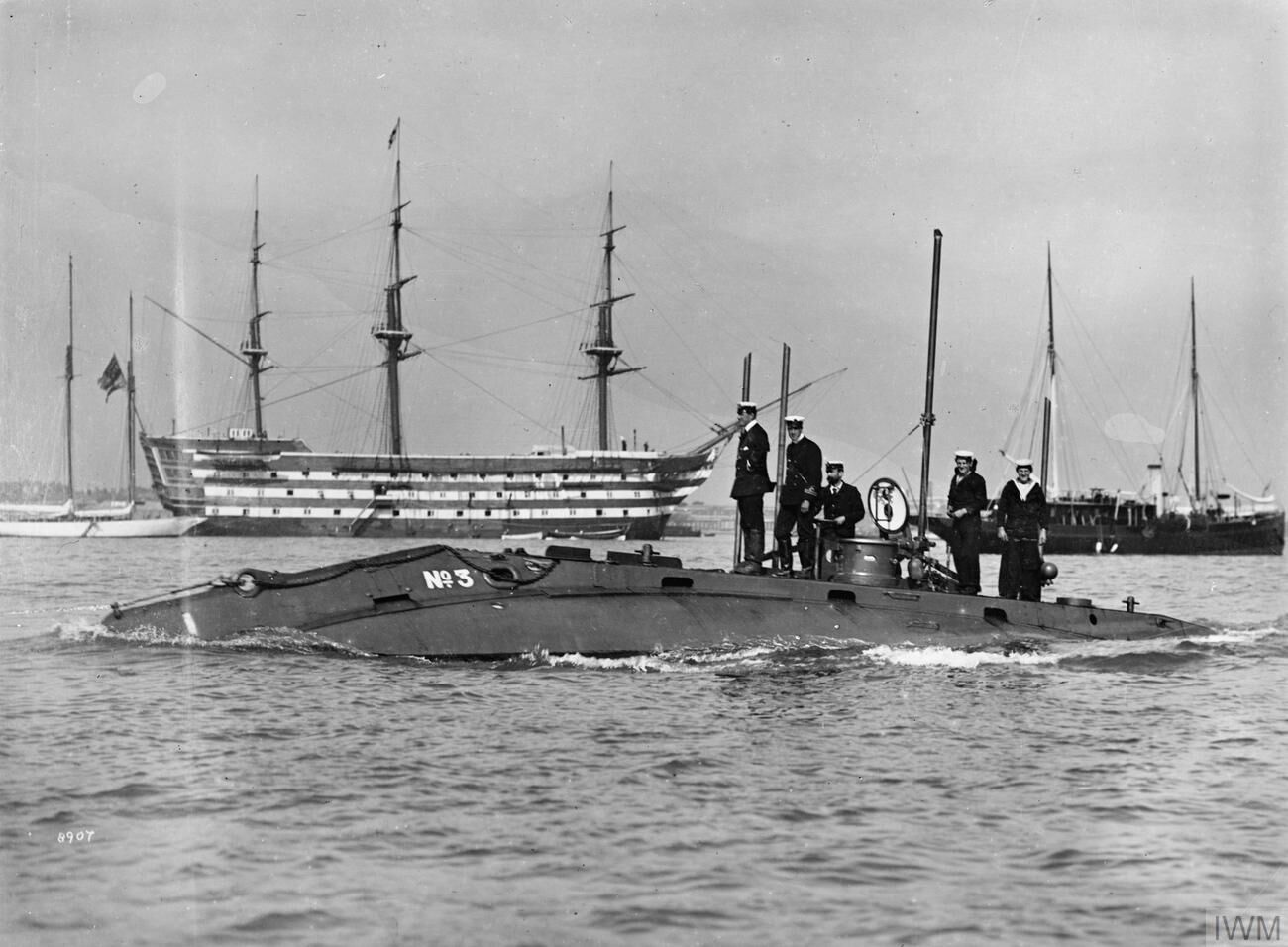
HMS Holland 3

- Classe Holland (5 unités) 1901-1902
- Classe A (13 unités) 1902-1905
- Classe B (11 unités) 1904-1906
- Classe C (38 unités) 1906-1910

## Vapeur-électrique
- HMS Swordfish 1916
- Classe K (18 unités) 1917-1918

## Diesel-électrique
- Classe D (8 unités) 1908-1912
- Classe E (58 unités) 1912-1916
- Classe F (3 unités) 1913-1917

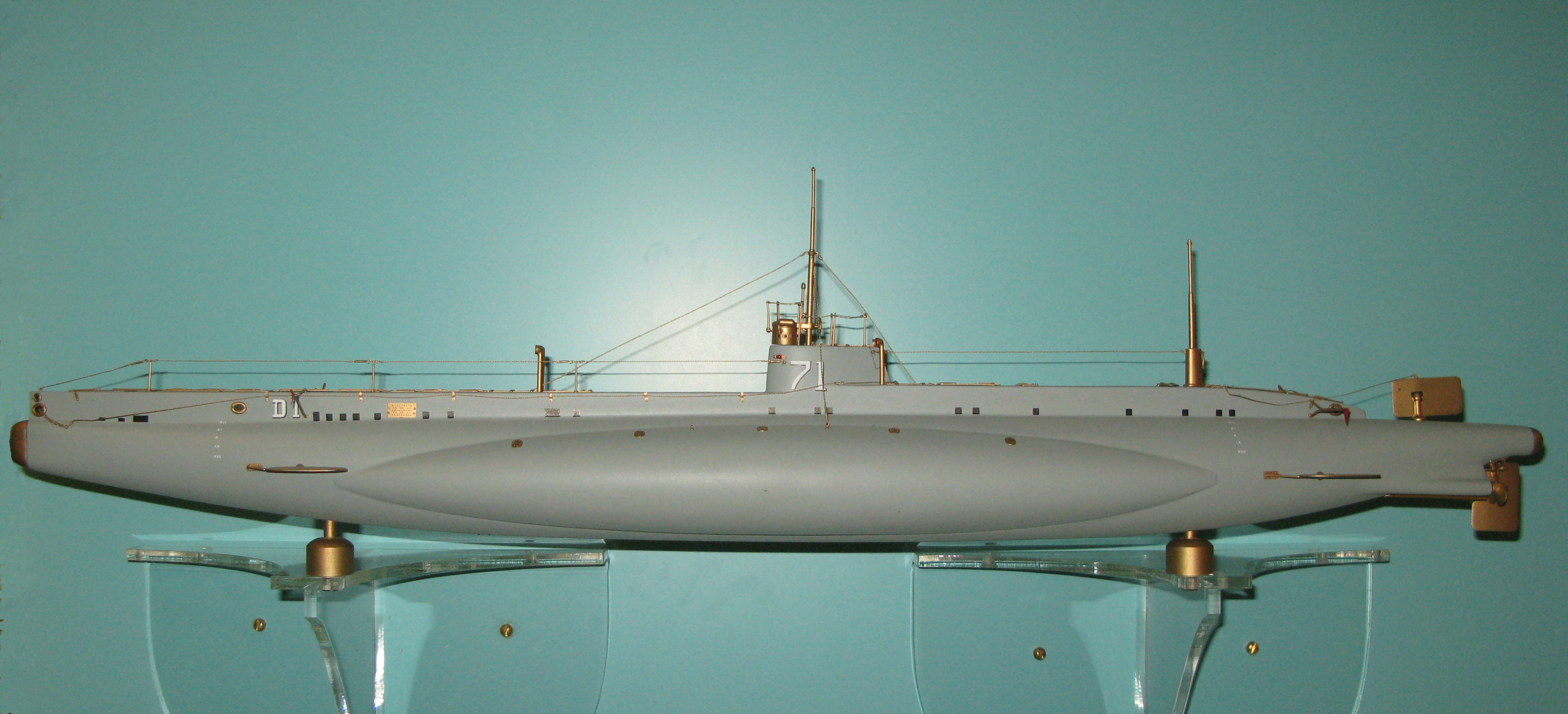
maquette du HMS D1

- Classe S (3 unités) 1914-1915 (transfert à l'Italie)
- Classe V (4 unités) 1914-1915
- Classe W (4 unités) 1914-1915 (transfert à l'Italie)
- Classe G (14 unités) 1915-1917
- Classe H (44 unités)  1915-1919
- Classe J (7 unités) 1915-1917
- Classe L (34 unités) 1917-1919
- Classe M (3 unités) 1917-1918
- HMS Nautilus (1917)
- Classe R (12 unités) 1918
- HMS X1 (1921)
- Classe Odin (9 unités RN et 3 unités Marine chilienne) 1926-1929
- Classe Parthian (6 unités) 1929
- Classe Rainbow (4 unités) 1930

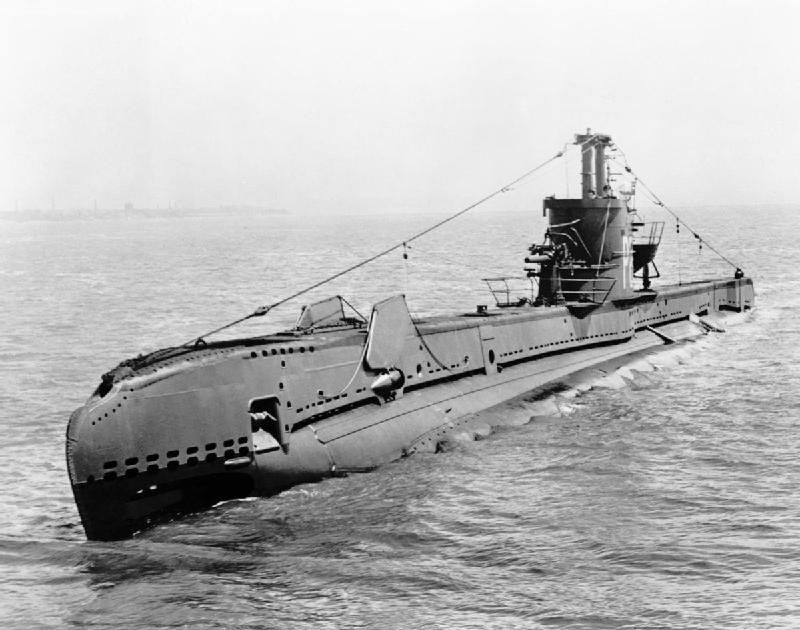
HMS Stonehenge de la classe S

- Classe S (62 unités :sous-classe Swordfish 4, Shark 8, Seraph 33, Subtle 17) 1931-1945
- Classe River (3 unités) 1932
- Classe Grampus (6 unités), 1932-1938
- Classe T (22 unités :sous-classe Triton 15, Tempest 15, Taciturn 22) 1937-1945
- Classe Undine (3 unités)  1937-1938
- Classe P611 (ou Classe Oruç Reis) (4 unités) 1940
- Classe Umpire (48 unités) 1940-1943
- Classe V (22 unités) 1943-1944
- Classe Amphion (16 unités) 1945-1947
- Classe Explorer (2 unités) 1954-1955
- Classe Porpoise (8 unités) 1956-1959
- Classe Oberon (13 unités) 1959-1966
- Classe Upholder (4 unités) 1990-1994

### Sous-marin de poche
- Classe X (20 sous-marins de poche) 1943-1944
- Classe XE (12 sous-marins de poche) 1944
- Classe Stickleback (4 sous-marins de poche) 1954-1955

## Nucléaire

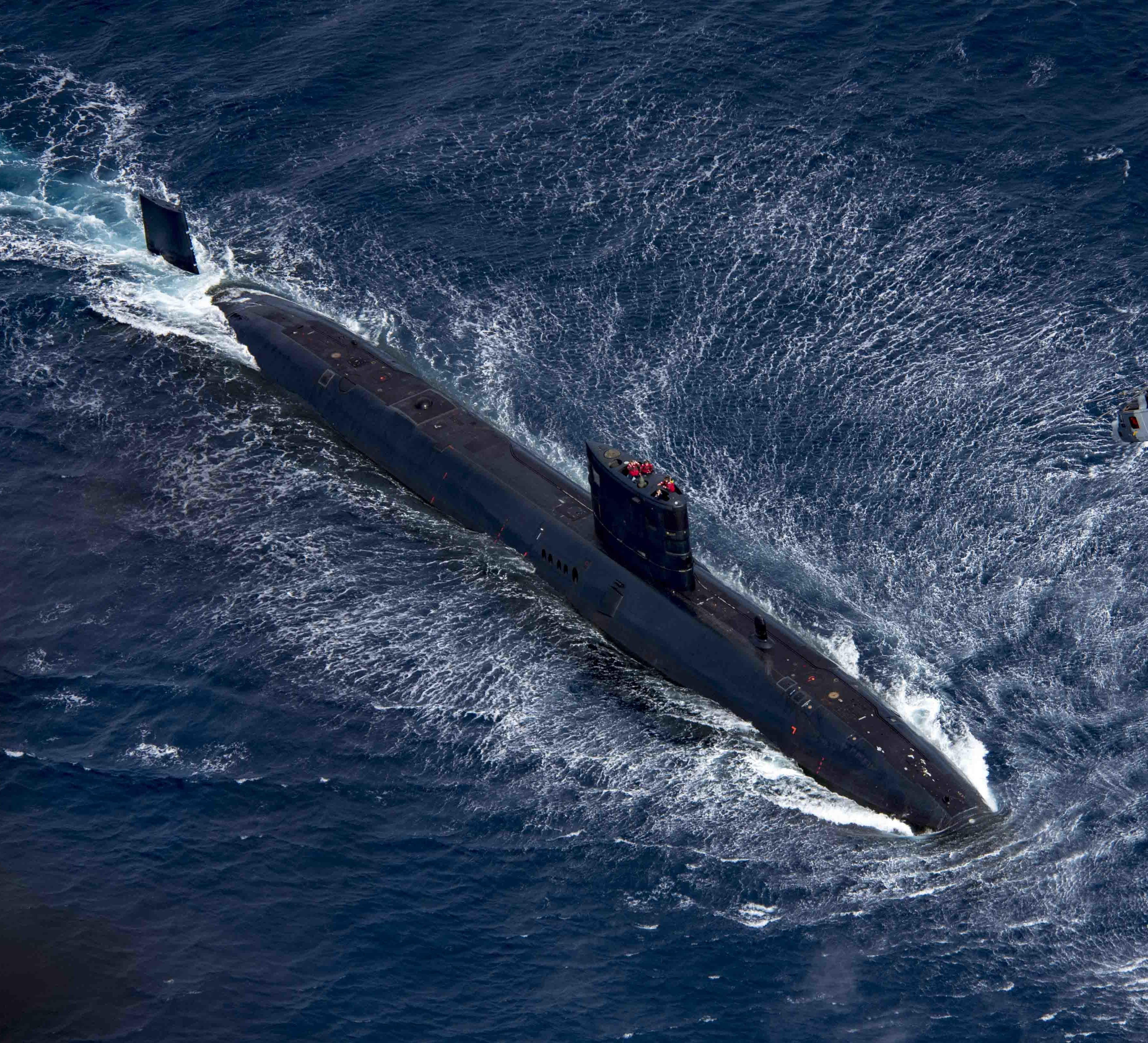
Sous-marin de la Royal Navy HMS Trenchant (S91) de la classe Trafalgar

- HMS Dreadnought 1960-1980
- Classe Valiant (2 unités) 1963
- Classe Churchill (3 unités) 1968
- Classe Swiftsure (6 unités) 1971
- Classe Trafalgar (7 unités) 1981
- Classe Astute (7 unités) 2010

### Missile balistique
- Classe Resolution (4 unités) 1966
- Classe Vanguard (4 unités) 1992
- Classe Dreadnought (4 unités en construction)

## Sauvetage
- LR5 2009

## Sources
- (en) Cet article est partiellement ou en totalité issu de l’article de Wikipédia en anglais intitulé « List of submarine classes of the Royal Navy » (voir la liste des auteurs).